# おひつじ座イータ星
おひつじ座η星（おひつじざイータせい、η Arietis、η Ari）は、おひつじ座にある恒星である。見かけの等級は5.23と、暗いが肉眼で見える明るさである。年周視差から計算した、おひつじ座η星までの距離は、約97.8光年である。

## 特徴
| 太陽 | おひつじ座イータ星 |
| ---- | ------------------ |
| 太陽 | Exoplanet          |

おひつじ座η星は、スペクトル型がF5 Vに分類されるF型主系列星である。年齢は太陽より若く、およそ28億年と見積もられる。表面温度は6,400K程度で、黄白色に輝くF型星の特徴に合致する。
おひつじ座η星は、高精度視線速度系外惑星探査装置（HARPS）やSOPHIEによる観測で視線速度を測定し、周囲を公転する天体がないか捜索が行われているが、視線速度の変化はみられるものの、伴天体の存在を示す信号は検出されていない。また、スピッツァー宇宙望遠鏡で太陽型星に残骸円盤を探す観測では、遠赤外線で赤外超過が検出されず、おひつじ座η星の周囲にまとまった量のガスや塵が存在することは示されていない。